# Frohburg
Frohburg − miasto w Niemczech, w kraju związkowym Saksonia, w powiecie Lipsk (do 31 lipca 2008 w powiecie Leipziger Land). Do 29 lutego 2012 w okręgu administracyjnym Lipsk.
Frohburg leży ok. 35 km na południe od Lipska, na trasie drogi krajowej B95.

## Historia

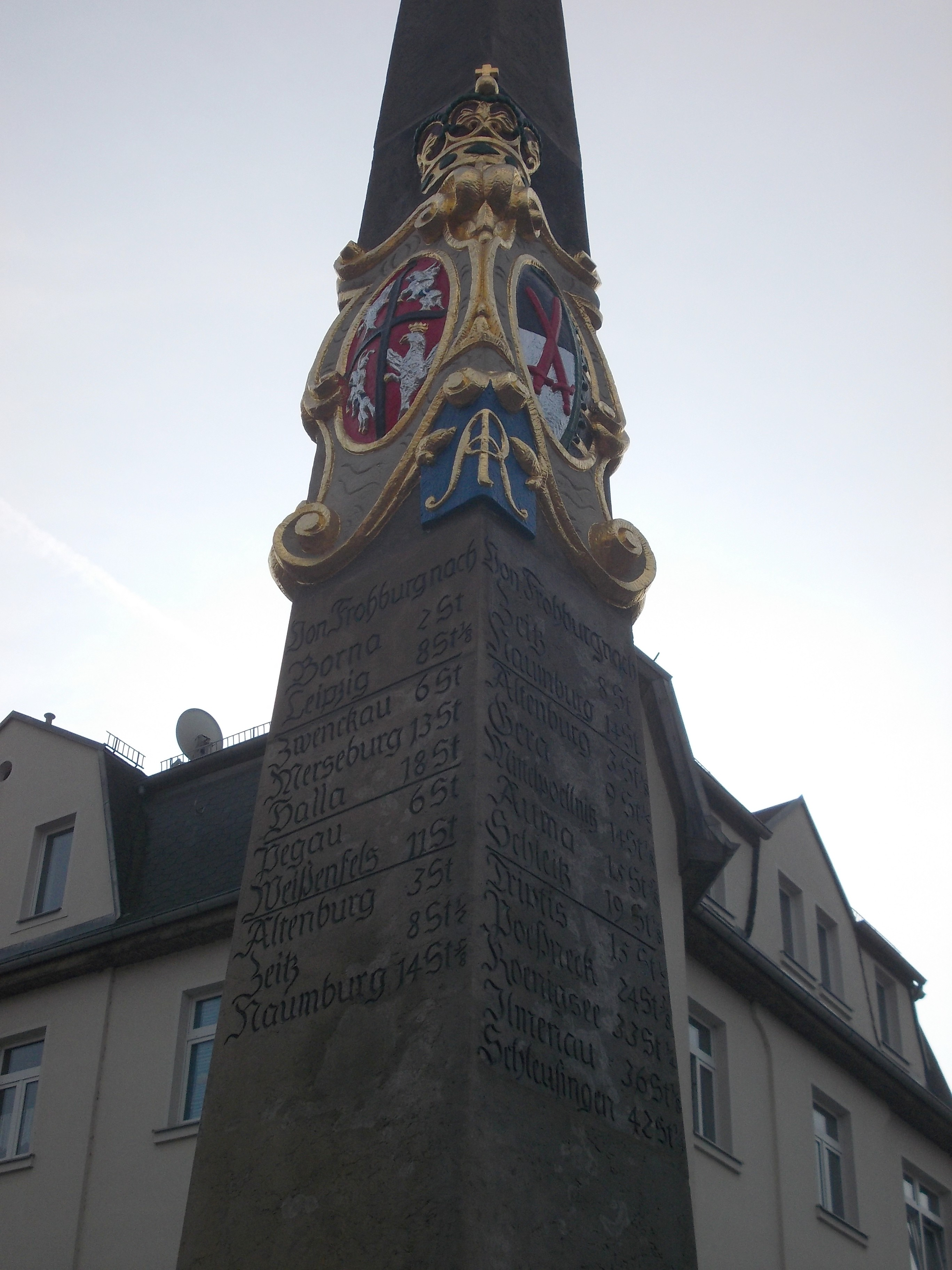
Słup dystansowy poczty polsko-saskiej z 1727 roku

W latach 1697–1706 i 1709–1763 miasto wraz z Elektoratem Saksonii było połączone unią z Polską, a w latach 1807–1815 wraz z Królestwem Saksonii unią z Księstwem Warszawskim. Za panowania króla Augusta II Mocnego we Frohburgu został postawiony pocztowy słup dystansowy z herbami Polski i Saksonii. W 1871 miasto znalazło się w granicach zjednoczonych Niemiec. W latach 1949–1990 Frohburg był częścią NRD. 1 stycznia 2018 do miasta przyłączono miasto Kohren-Sahlis, które stało się automatycznie jego dzielnicą.

## Dzielnice miasta
Alt-Ottenhain, Benndorf, Bubendorf, Elbisbach, Eschefeld, Eulatal, Flößberg, Frankenhain, Frauendorf, Greifenhain, Hopfgarten, Nenkersdorf, Ottenhain, Prießnitz, Roda, Schönau, Streitwald, Tautenhain, Trebishain

## Zabytki
- Zamek Frohburg

## Współpraca

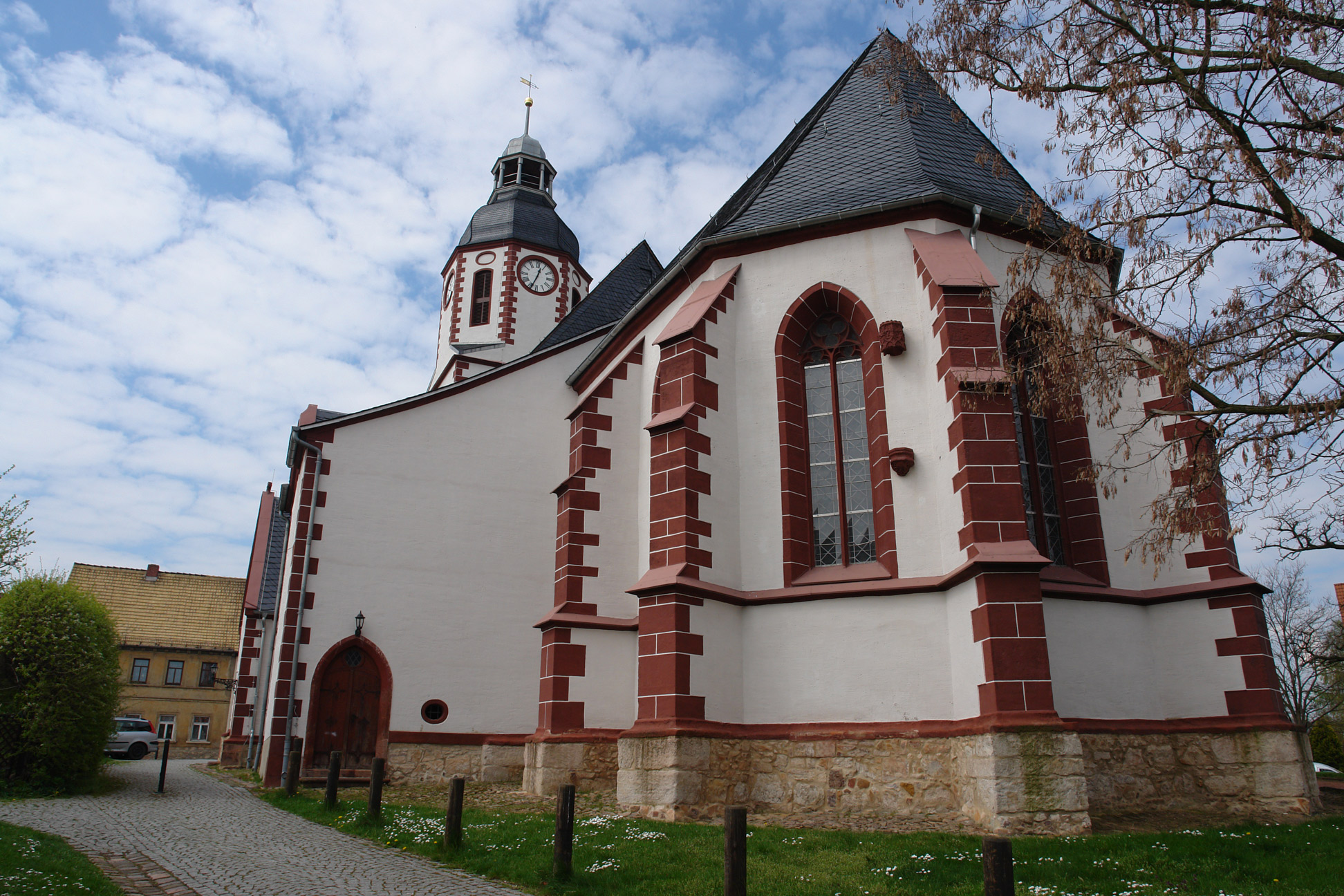
Kościół

- Oberstadion, Badenia-Wirtembergia (kontakty utrzymuje dzielnica Flößberg)
- Schalkstetten – dzielnica Amstetten, Badenia-Wirtembergia
- Uetze, Dolna Saksonia